# 이능세 (조선귀족)
이능세(李能世, 1883년 9월 21일 ~ 1948년 1월 15일)는 일제강점기의 조선귀족으로, 본적은 경기도 고양군 한지면이며 남작 이정로의 아들이다.

## 생애
1903년 6월 9일부터 6월 10일까지 온릉 참봉을 역임했으며 1906년 7월 7일 가례도감별군을 역임했다. 1908년 11월 13일 광남학교 야학부를 졸업했고 1914년 6월 10일 일본 정부로부터 남작 이정로(이능세의 아버지)의 사자(嗣子)로서 종5위에 서위되었다.
1915년 6월 8일 조선총독부가 주최한 시정5년기념 조선물산공진회에서 고양협찬회 위원으로 선출되었고 1915년 11월 10일 일본 정부로부터 다이쇼대례기념장을 받았다. 1923년 6월 30일 자신의 아버지였던 이정로가 받은 남작 작위를 승계받았으며 1928년 11월 16일 일본 정부로부터 쇼와대례기념장을 받았다.
1924년 4월 27일 홍성상사 취체역으로 임명되었으며 1940년 11월 10일 일본 정부로부터 기원 2600년 축전 기념장을 받았다. 1941년 7월 정4위에 서위되었다. 친일파 708인 명단의 조선귀족 부문, 민족문제연구소의 친일인명사전 수록자 명단의 수작/습작 부문, 친일반민족행위진상규명위원회가 발표한 친일반민족행위 705인 명단에 포함되었다.

## 참고자료
- 친일반민족행위진상규명위원회 (2009). 〈이능세〉. 《친일반민족행위진상규명 보고서 Ⅳ-12》. 서울. 251~256쪽.